# Massacre de Kisangani
Le massacre de Kisangani est une répression sanglante exercé par le Rassemblement congolais pour la démocratie (RCD) entre le 13 mai et le 15 mai 2002, dans la ville de Kisangani, le chef-lieu de la province de la Tshopo, durant la grande guerre africaine en république démocratique du Congo. Après avoir réprimé une mutinerie, le RCD a procédé à des exécutions extrajudiciaires, des pillages et des viols dans la ville, tuant au moins 183 personnes.

## Contexte
La ville de Kisangani, chef-lieu de la province de la Tshopo est le carrefour entre l'est et l'ouest de la république démocratique du Congo (RDC). Elle est stratégiquement située à la confluence des rivières Lindi, Tshopo et du fleuve Congo. Située à proximité de mines de diamants, elle abrite un grand marché de diamants, mais aussi deux aéroports : Simisini et Bangoka, qui permettent de déployer et réapprovisionner facilement les forces armées de la région. Pour ces raisons Kisangani a souvent été disputée par l'armée congolaise et différents groupes rebelles.

### Deuxième guerre du Congo
Le 2 août 1998, des soldats tutsis déclenchent un rébellion dans les villes de Goma dans le Nord-Kivu, et Bukavu dans le Sud-Kivu, dans le but de renverser le président congolais, Laurent Désiré Kabila. Cette rébellion, qui endosse rapidement le nom de Rassemblement congolais pour la démocratie (RCD), est constituée principalement de banyamulenge, des tutsis congolais, et est soutenu par le Rwanda et l'Ouganda, dont les troupes militaires ont été congédiés du pays par Kabila la semaine précédente. Cette attaque marque le début de la deuxième guerre du Congo, qui va voir s'opposer entre eux les anciens alliés qui ont détrônés Mobutu Sese Seko lors de la première guerre du Congo : l'Angola, Le Zimbabwe, la Namibie, le Tchad la Lybie et le Soudan au côté de la RDC, opposés au Rwanda, à l'Ouganda et au Burundi.
Dans les semaines qui suivent le RCD avec l'aide de ses alliés rwandais et ougandais parvient à contrôler les principales villes du Nord-Kivu et du Sud-Kivu, la province orientale, et le Nord-Kantaga. En parallèle, ils lancent une offensive dans le Bas-Congo, dans le but de prendre le contrôle de Kinshasa. L'intervention de l'Angola et du Zimbabwe aux côtés de Laurent Kabila empêche la chute de Kinshasa, et force la rébellion à se replier dans l'est du pays, où elle étend sa domination,. 

### Bataille pour le contrôle de Kisangani
En août 1999 a lieu la première bataille opposant l'Ouganda et le Rwanda pour le contrôle de Kisangani. Cette bataille fait 200 morts et entraîne également la fin de l’alliance ougando-rwandaise. Les affrontements dans la ville reprennent en juin 2000, lors de la guerre des six jours qui oppose l'Armée patriotique rwandaise (APR) et les Forces de défense du peuple ougandais (UPDF). A l'issue des combats l'APR réussi à repousser l'UPDF hors de la ville. Le conflit a tué environ 1 200 personnes et détruit près de 4 000 bâtiments dans la ville. Après la guerre des six jours, les forces de l'APR se retirent de la ville, et la laisse entre les mains de leur supplétifs congolais, le Rassemblement congolais pour la démocratie (RCD).

### Relations entre les congolais, les rwandais et les banyamulenge
Depuis la fin de la première guerre du Congo, les relations entre les congolais et les rwandais sont marquées par des tensions profondes. Les rwandais sont souvent perçus comme des envahisseurs par les habitants de Kisangani et d'autres régions de la république démocratique du Congo, en raison de leur implication politique et militaire, ainsi que de leur exploitation présumée des ressources naturelles du pays. Les militants de la société civile critiquent la présence rwandaise et les autorités du RCD, alliées au Rwanda, accusées de complicité dans ces activités, et les Banyamulenge, des Tutsis congolais, sont souvent perçus comme un groupe à part en raison de leur coopération avec les rwandais, ce qui exacerbe les divisions ethniques. Ces tensions culminent en janvier 2002 avec une révolte initiée par Patrick Masunzu parmi les banyamulenge, révélant les faiblesses du RCD et alimentant le mécontentement parmi les congolais désireux de mettre fin à la guerre et à l'influence rwandaise,.

## La mutinerie
Dans la nuit du 13 et 14 mai, plusieurs soldats et des officiers de grades intermédiaires du Rassemblement congolais pour la démocratie (RCD) déclenchent une mutinerie dans Kisangani. Les insurgés se dispersent dans la ville, recrutant parfois sous la contrainte dans les différents postes militaires. À 5 heures du matin, des coups de feu retentissent pour la première fois dans la ville. Environ 60 à 70 mutins de la septième brigade attaquent un poste de police, désarment les forces présentes, puis se dirigent vers le poste de police suivant. Ils se prennent ensuite le contrôle de la prison militaire , libèrant les détenus, avant de s'emparer de la station de radio RTNC à 6 heures du matin. Depuis la station, ils diffusent des appels à la révolte contre les « envahisseurs rwandais », exhortant la population à les chasser de la ville et demandant des renforts à la MONUC et aux forces armées congolaises. En réponse, les soldats loyalistes du RCD contre-attaques et reprennent la station de radio à 7 h 50 du matin. À midi, 120 soldats arrivent en renfort de Goma, permettant au RCD de reprendre le contrôle de Kisangani. Parmi les renforts figurent des commandants de haut rang, dont Laurent Nkunda, commandant de la septième brigade. Le RCD affirme que 41 personnes ont été tuées pendant la mutinerie et immédiatement après, dont 21 civils.

## Répression
Après la fin de la mutinerie, le Rassemblement congolais pour la démocratie (RCD)  impose une répression sévère dans la ville de Kisangani, en particulier dans la commune de Mangobo. Dès le 14 mai à midi, des pillages massifs, des viols et des meurtres sont perpétrés contre la population de Kisangani par les soldats du RCD. Les civils sont souvent dépouillés dans la rue, forcés de remettre leurs objets de valeur et leur argent sous peine de mort. Les soldats congolais et rwandais fouillent les maisons, volant radios, véhicules, téléviseurs, animaux et autres biens précieux. Sous la menace des armes, les civils sont contraints de transporter les objets volés.
Sur le pont de la rivière Tshopo, un nombre inconnu de personnes sont sommairement exécutées. Les soldats sont contraints de tuer leurs propres chefs qui ont fomenté la mutinerie, et leur dépouilles sont ensuite jetés du pont dans la rivière en contrebas. Les corps sont éventrés et remplis de pierres pour qu'ils puissent couler au fond de la rivière. Les jours suivants, des dizaines de corps, souvent mutilés et attachés, sont retrouvés dans la rivière.
Au camp Ketele, un nombre inconnu de policiers sont emmenés dans une zone inhabitée et exécutés. Le 14 mai, une douzaine de policiers sont exécutés à l'aéroport de Bangboka et le 15 mai, 13 policiers capturés qui auraient déserté leur poste sont emmenés dans une fosse commune et exécutés. Dans une brasserie Unibra, deux soldats sont exécutés.
Selon une enquête de l'ONU, 183 personnes ont été tuées par les forces du RCD, 103 civils, 60 policiers et militaires exécutés et 20 retrouvés morts dans la rivière Tshopo, bien que le nombre d'exécutions au pont de Tshopo ait pu être bien plus élevé que ce qui a été rapporté et que de nombreux corps aient simplement coulé dans le lit de la rivière ou aient été emportés en aval,. Un témoin a affirmé que 63 soldats du RCD ayant participé à la mutinerie, ainsi qu'un nombre indéterminé de policiers, ont été exécutés.
Selon un rapport d'Human Rights Watch les officiers du RCD Bernard Biamungu, commandant de la cinquième Brigade, Gabriel Amisi (alias Tango Fort), chef d’état-major adjoint chargé de la logistique, et Laurent Nkunda, commandant de la septième brigade, sont cités par des témoins comme ayant participé à des massacres lors de la répression de la mutinerie à Kisangani.